# Changling
Changling (chiń. 长岭县; pinyin: Chánglǐng Xiàn) – powiat w północno-wschodnich Chinach, w prowincji Jilin, w prefekturze miejskiej Songyuan. W 1999 roku liczył 632 396 mieszkańców.